# Pseudochlorata
Pseudochlorata är ett släkte av skalbaggar. Pseudochlorata ingår i familjen Rutelidae.
Kladogram enligt Catalogue of Life:
| Pseudochlorata | \| \| Pseudochlorata ecuatoriana \| \| \| \| \| \| Pseudochlorata peruana \| \| \| \| |
|                | \| \| Pseudochlorata ecuatoriana \| \| \| \| \| \| Pseudochlorata peruana \| \| \| \| |
|                | Pseudochlorata ecuatoriana                                                            |
|                |                                                                                       |
|                | Pseudochlorata peruana                                                                |
|                |                                                                                       |